# Левобережное (Калининградская область)
Левобережное — посёлок в Славском районе Калининградской области. Входит в состав Ясновского сельского поселения.

## Население
| 2002 | 2010 |
| ---- | ---- |
| 195  | ↘159 |

## История
В 1745 году в Шакендорфе была построена кирха.
До 1945 года в Шакендорфе существовала паромная переправа.
В 1946 году Шакендорф был переименован в поселок Левобережное.